# Dany Boon

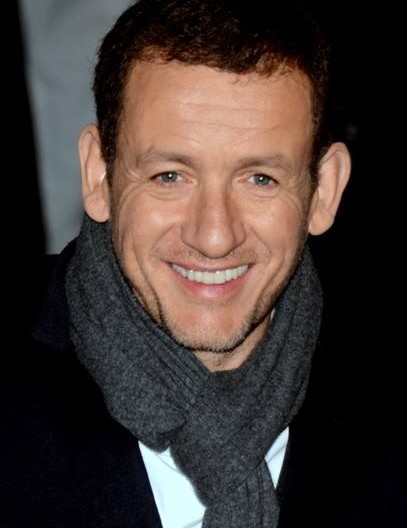
Dany Boon, 2015

Dany Boon (* 26. Juni 1966 als Daniel Hamidou in Armentières, Frankreich) ist ein französischer Schauspieler, Regisseur und Produzent.

## Leben
Sein Vater kommt aus der Kabylei und ist algerischer Abstammung. Er war Boxer und Lkw-Fahrer. Seine Mutter kommt aus Nordfrankreich, war Putzfrau und arbeitete an der Tankstelle ihrer Eltern. Boon hat zwei Brüder. Seinen Künstlernamen übernahm er aus der Westernserie Daniel Boone, die wiederum auf der historischen Figur gleichen Namens beruht.
Mit der Schauspielerin Sophie Hermelin hat Boon den 1997 geborenen Sohn Mehdi. Von 1998 bis 2002 war er mit der Schauspielerin und Schriftstellerin Judith Godrèche verheiratet, aus der Ehe stammt der 1999 geborene Sohn Noé. Boon wurde katholisch erzogen und war in seiner Kindheit Ministrant. 2002 konvertierte er auf Wunsch seiner zukünftigen Frau zum Judentum. Im Dezember 2003 heiratete er das damals 22-jährige Model Yaël Harris. Er wohnte mit ihr und den drei gemeinsamen Kindern Eytan, Èlia und Sarah in London. Nach 15 Jahren Ehe ließen sie sich im November 2018 scheiden.

## Karriere

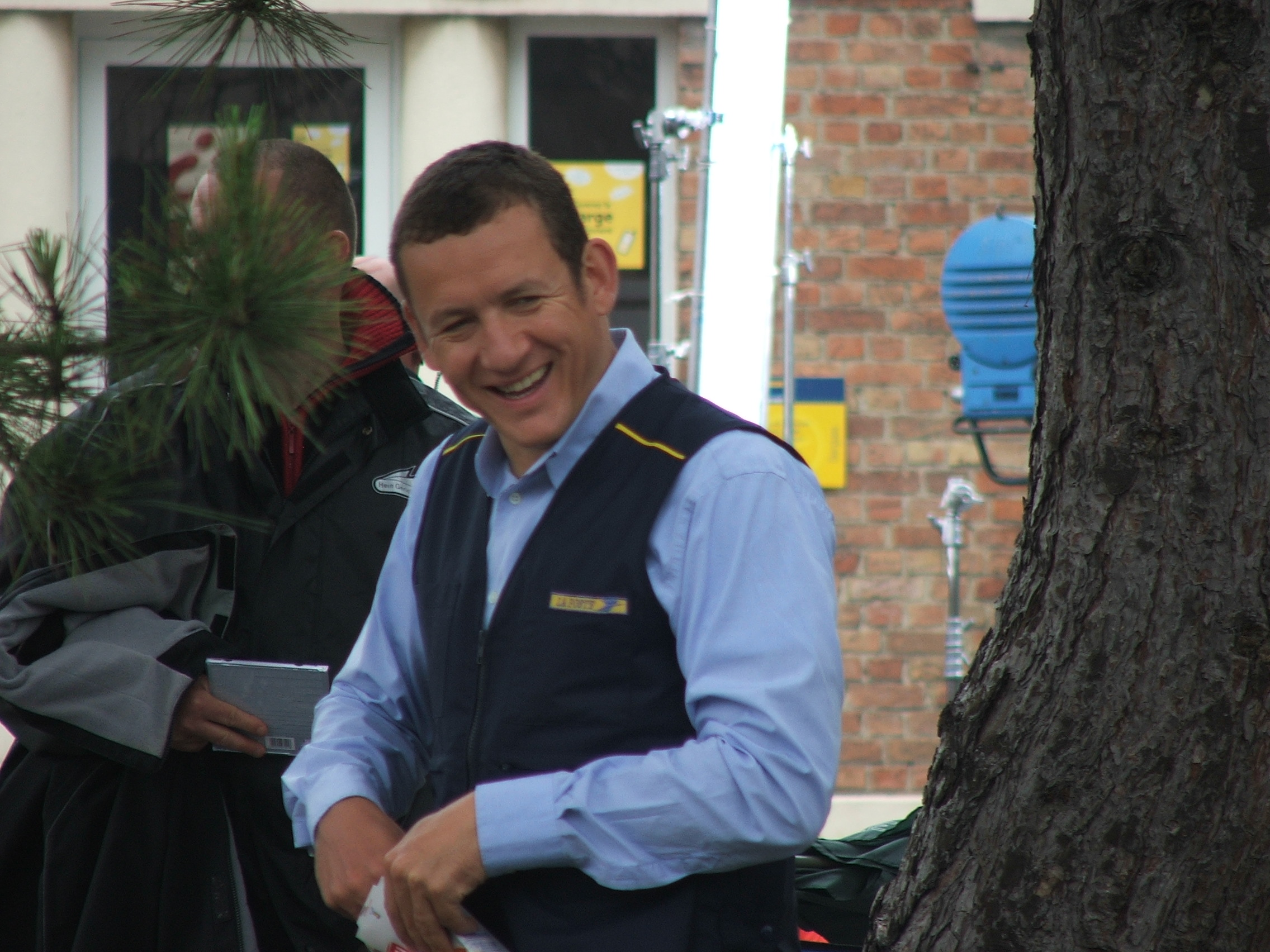
Dany Boon bei den Dreharbeiten zu Willkommen bei den Sch’tis, Juni 2007

Er begann seine Karriere als Komiker 1989 in Paris mit Vorstellungen, die er auf der Straße oder in Kleintheatern vor nur wenig Publikum gab, während er hauptberuflich noch als Zeichner in einem Trickfilmstudio arbeitete. Ab 1992 war er jedoch regelmäßig mit seinen Sketchen und Kabarettprogrammen im französischen Fernsehen zu sehen und übernahm ab 1994 auch zahlreiche Filmrollen. So sah man ihn unter anderem in international renommierten Produktionen wie in dem für den Oscar nominierten Film Merry Christmas oder dem vielfach ausgezeichneten Streifen Mein bester Freund. Der einflussreiche Filmproduzent und erfolgreiche Talentsucher Claude Berri entdeckte Boon bei einer Theateraufführung, fand Gefallen an ihm und förderte ihn finanziell bei dessen Kinofilm Trautes Heim, Glück allein (2006). Nach diesem Erfolg mit einer Million Besuchern unterstützten ihn Berri und dessen Geschäftspartner Jérôme Seydoux sofort mit dem nächsten Filmprojekt, Willkommen bei den Sch’tis.
Boon fühlt sich mit seiner Heimatregion Nord-Pas-de-Calais tief verbunden. 2003 bestritt er ein vollständiges Kabarettprogramm ausschließlich in seinem Heimatdialekt, dem ch’ti, einer regionalen Varietät des Pikardischen. Obwohl dieses Idiom für Außenstehende nur schwer verständlich ist, wurde das Programm (mit Untertiteln in französischer Sprache) über 600.000-mal auf DVD verkauft, was für Frankreich in dieser Sparte einen neuen Rekord bedeutete.
Im Jahr 2008 verhalf er dem ch’ti zu einem weiteren Triumph. Willkommen bei den Sch’tis, eine Produktion, bei der er Regie führte, das Drehbuch schrieb und selbst eine Hauptrolle übernahm, wurde mit über 20 Millionen Kinobesuchern auf dem heimischen Markt zum erfolgreichsten französischen Film der Geschichte. Für den Film wurde Boon vom Bundesverband kommunale Filmarbeit für herausragende Filmsynchronisation und Untertitelung ausgezeichnet.
Anschließend drehte er den Film Nichts zu verzollen, der im Januar/Februar 2011 in die französischen Kinos kam. Ab dem 27. Juli 2011 lief er in Deutschland in den Kinos. Nachdem Boon drei Mal für einen César nominiert worden war – 2006 als bester Nebendarsteller für Merry Christmas, 2007 als bester Nebendarsteller für In flagranti – Wohin mit der Geliebten? sowie 2009 für das beste Original-Drehbuch für Willkommen bei den Sch’tis – gewann Boon 2019 den erstmals vergebenen Publikumspreis der Césars für die Filmkomödie Die Super-Cops – Allzeit verrückt!.

## Programme
- 1992: Je vais bien, tout va bien
- 1993: Chaud mais pas fatigué (Café de la Gare)
- 1994: Dany Boon Fou (Théâtre Tristan-Bernard, Paris)
- 1995/96: Dany Boon au Palais des glaces
- 1996: Les Zacros de la télé
- 1997: Tout entier
- 1997: Nouveau spétak
- 1998: Au Bataclan
- 2000: A french comedian lost in L.A. (Melrose Theatre, Los Angeles)
- 2001: En parfait état
- 2003: A s’baraque et en ch’ti
- 2006: Waïka
- 2009: Trop stylé

## Bühnenstücke
- 2003: La vie de chantier (Drehbuch, Regie, Darsteller)
- 2007: Le dîner de cons (Théâtre de la Porte Saint-Martin)

## Filmografie (Auswahl)
Erklärung der Abkürzungen D = Darsteller; B = Buch; R = Regie
- 1994: Le grand blanc de Lambaréné (D)
- 1995: Kommissar Navarro (Navarro, Fernsehserie, 1 Folge) (D)
- 1997: Le déménagement (D)
- 1997: Paroles d’homme (D)
- 1998: Liebe auf den sexten Blick (Bimboland) (D)
- 2004: Pédale dure (D)
- 2005: Das Zauberkarussell (The Magic Roundabout, Stimme von Ambroise)
- 2005: Merry Christmas (Joyeux Noël) (D)
- 2005: In flagranti – Wohin mit der Geliebten? (La doublure) (D)
- 2006: Trautes Heim, Glück allein (La maison du bonheur) (D, B, R)
- 2006: Mein bester Freund (Mon meilleur ami) (D)
- 2008: Mia et le Migou (Stimme von „le Migou“) (D)
- 2008: Willkommen bei den Sch’tis (Bienvenue chez les Ch’tis) (D, B, R)
- 2008: Auf der anderen Seite des Bettes (De l’autre côté du lit) (D)
- 2009: Affären à la carte (Le code a changé) (D)
- 2009: Micmacs – Uns gehört Paris! (Micmacs à tire-larigot) (D)
- 2010: Nichts zu verzollen (Rien à déclarer) (D, B, R)
- 2011: Willkommen im Süden (Benvenuti al Sud) (D, B)
- 2012: Asterix & Obelix – Im Auftrag Ihrer Majestät (Astérix et Obélix: Au Service de Sa Majesté) (D)
- 2013: Der Nächste, bitte! (Un plan parfait) (D)
- 2013: Eyjafjallajökull – Der unaussprechliche Vulkanfilm (Eyjafjallajökull) (D)
- 2014: Super-Hypochonder (Supercondriaque) (D, B, R)
- 2015: Lolo – Drei ist einer zu viel (Lolo) (D)
- 2016: The Jews (Ils sont partout) (D)
- 2016: Die Super-Cops – Allzeit verrückt! (Raid dingue) (D, B, R)
- 2017: Nichts zu verschenken (Radin!) (D)
- 2018: Die Sch’tis in Paris – Eine Familie auf Abwegen (La ch’tite famille) (D, B, R)
- 2019: Murder Mystery (D)
- 2020: Codename: Der Löwe (Le Lion) (D)
- 2021: 8 Rue de l’Humanité (D, R, B)
- 2022: Im Taxi mit Madeleine (Une belle course) (D)
- 2023: Mein fabelhaftes Verbrechen (Mon crime) (D)
- 2023: Murder Mystery 2 (D)
- 2023: Voll ins Leben (La vie pour de vrai) (D, R, B)